# Timiș (župa)
Timiș je župa v nejzápadnějším cípu rumunského Banátu, v podunajské nížině. Jejím hlavním městem je Timișoara.

## Charakter župy
Většina území, na kterém se župa Timiș rozkládá, je nížinného charakteru, výjimkou je východní část, která se mírně zvedá. Sousedy župy je na západě Srbsko a Maďarsko, v Rumunsku pak hraničí také ještě s župami Arad, Hunedoara a Caraș-Severin. Dominuje zde zemědělství, průmysl je soustředěn pouze v hlavním městě, jedná se především o textilní výrobu a potravinářství. Vzhledem k výhodné pozici v rámci země sem směřuje velké množství zahraničních investic. Z Temešváru vede na jih do Moravity a poté do Srbska důležitá silnice.

## Města
- Timișoara – 305 977 obyvatel
- Lugoj – 46 189
- Sânnicolau Mare – 13 298
- Jimbolia – 11 605
- Recaș – 8 188
- Buziaș – 7 738
- Făget – 7 356
- Deta – 6 582
- Gătaia – 6 101
- Ciacova – 4 939